# Перцов, Владимир Васильевич
Владимир Васильевич Перцов (род. 10 мая 1947 года, Киев, Украинская ССР, СССР) — белорусский писатель-сатирик, эстрадный драматург и режиссёр украинского происхождения, создатель, режиссёр и автор спектаклей минского театра сатиры и юмора «Христофор» (до 1995 года), автор легендарного эстрадного номера «Кролики — это не только ценный мех» и одноимённой крылатой фразы.

## Биография
Родился в Киеве. Окончил факультет журналистики Киевского государственного университета имени Тараса Шевченко. Преподавал в Киевском государственном училище эстрадно-циркового искусства.
В 1986 году переехал в Минск, где основал театр «Христофор» вместе с Евгением Крыжановским и Юрием Лесным.

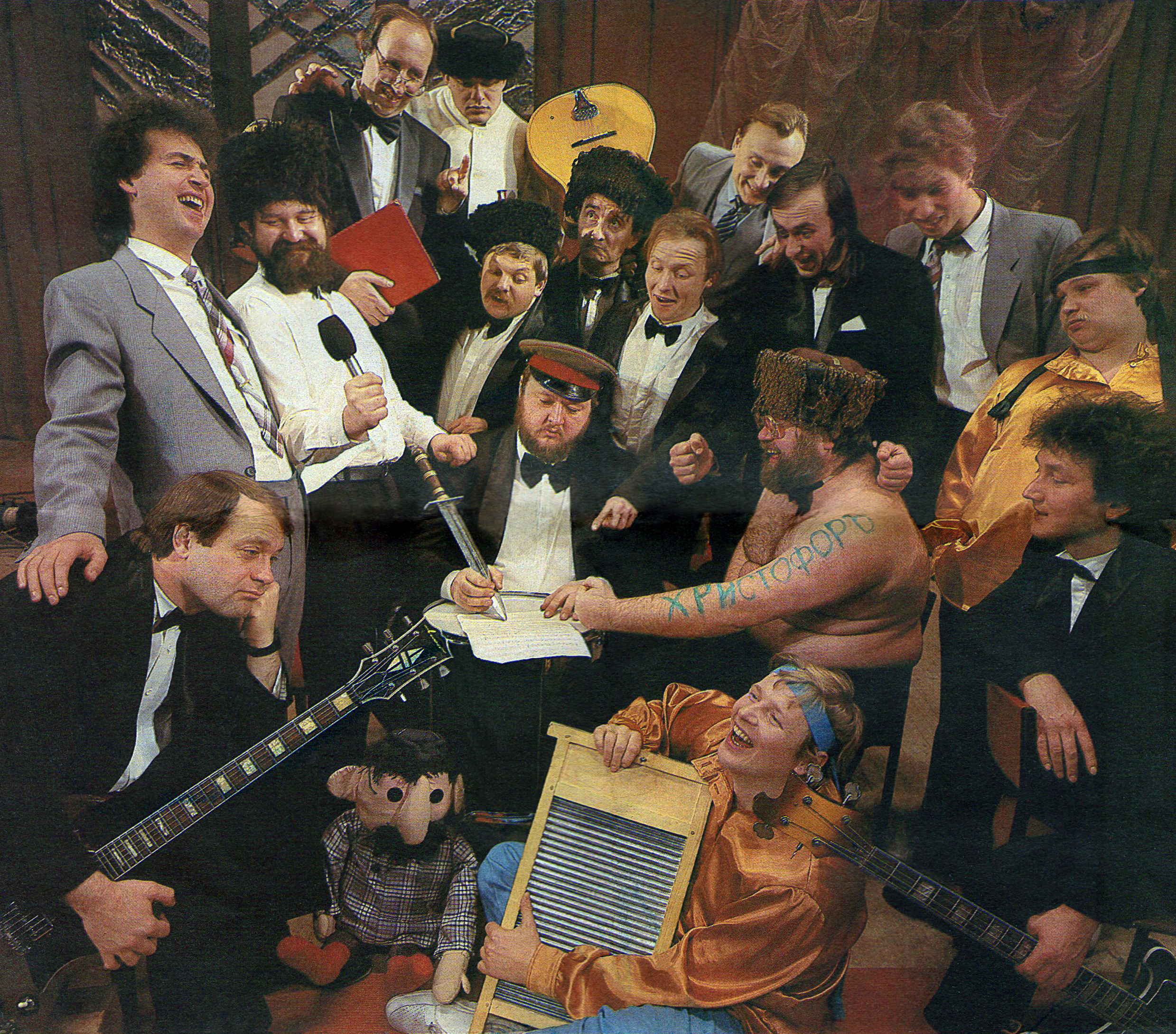
Артисты театра «Христофор»

В том же году стал писать для комик-дуэта «Кролики», став со временем их постоянным автором.
В 1989 году «Кролики» с номерами Перцова стали лауреатами на Всесоюзном конкурсе артистов разговорного жанра. На этом же конкурсе «Христофор» собрал большую половину призов.
1991 году на международном фестивале «MORE SMEHA» в Риге победил в номинации «Лучший писатель», а «Христофор» с номерами Перцова получил Кубок имени Аркадия Райкина. Лауреатами Кубка Аркадия Райкина становится и комик-дуэт «Кролики» (также с номерами Перцова).
В разное время материалы Перцова использовали в своем творчестве Клара Новикова, Ян Арлозоров, Ефим Шифрин, Владимир Границын и другие артисты эстрады, а также белорусская команда КВН «ЧП».
С 1995 года живёт в городе Несвиже. Выпустил несколько сборников рассказов.

## Спектакли театра «Христофор»
(Перцов — автор и режиссёр-постановщик)
- «Кто кого?»
- «М и Ж»
- «От Чижовки до Комаровки»
- «Кавалеры приглашают дамов»
- «Все на уколы»